# Südafrikanische Formel-1-Meisterschaft
Die Südafrikanische Formel-1-Meisterschaft war eine Automobilsportserie, die von 1960 bis 1975 auf Rennstrecken in Südafrika, Südrhodesien bzw. Rhodesien sowie in Mosambik ausgetragen wurde. Das Reglement entsprach weitgehend dem der Formel 1. Die Rennen waren nationale Veranstaltungen, bei denen in erster Linie südafrikanische und rhodesische Fahrer antraten. Nur der Große Preis von Südafrika, der ab 1962 ebenfalls Bestandteil dieser Serie war, zählte zur Formel-1-Weltmeisterschaft; die sonstigen Rennen waren sogenannte Non-Championship Races.

## Geschichte

### Reglement
Die südafrikanische Formel-1-Meisterschaft bestand in den 1960er-Jahren aus mehreren Läufen, die nach unterschiedlichen Regeln abgehalten wurden:
- Für den Rand Grand Prix, den Cape Grand Prix, den Natal Grand Prix und (ab 1962) den Großen Preis von Südafrika galt jeweils das Reglement der Formel-1-Weltmeisterschaft, obwohl diese Rennen mit Ausnahme des Großen Preises von Südafrika keine Weltmeisterschaftsläufe waren und die dort eingefahrenen Punkte nicht zur Weltmeisterschaft zählten. An diesen Rennen, die auch als „südafrikanische Temporada“ bezeichnet werden, konnten auch die Teams der Formel-1-Weltmeisterschaft teilnehmen; sie waren automatisch gesetzt und mussten sich, anders als die südafrikanischen Wettbewerber, nicht für die Rennteilnahmen qualifizieren.[1] Zu Beginn der 1960er-Jahre bestritten die meisten britischen Topteams diese Rennen, obwohl hier keine Weltmeisterschaftspunkte zu erzielen waren. Für sie waren die Rennen in einer Zeit, in der es keine regulären Testfahren gab, eine Möglichkeit, neue Konstruktionen in der Praxis zu erproben.[2]

- Neben diesen Temporada-Rennen wurden jeweils weitere Veranstaltungen in Südafrika, Rhodesien und Mosambik abgehalten, für die leicht modifizierte Regeln galten und die nahezu ausschließlich von lokalen Rennfahrern wahrgenommen wurden.

In späteren Jahren stand die südafrikanische Formel-1-Meisterschaft auch Fahrzeugen der Formel 5000 offen.

### Fahrzeuge

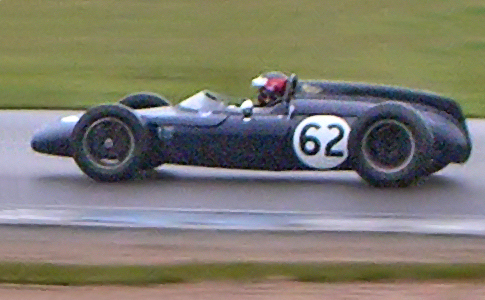
Südafrikanischer „Special“: LDS Mark 1

Während die Fahrer der europäischen Werksteams die südafrikanischen Rennen im Regelfall mit den aktuellen Autos ihrer Teams bestritten, traten die südafrikanischen Fahrer zumeist mit älteren europäischen Rennwagen an, die sie in gebrauchtem Zustand von den jeweiligen Herstellern übernommen hatten. Bevorzugte Chassishersteller waren Brabham, Cooper und Lotus. Anders als in der Formel-1-Weltmeisterschaft, fuhren diese Chassis nur selten mit Climax- oder BRM-Triebwerken. Während der sogenannten 1,5-Liter-Formel, die bis 1965 galt, rüsteten die südafrikanischen Fahrer ihre Wagen zumeist aus Kostengründen mit Vierzylindermotoren von Alfa Romeo aus, die der Giulietta entnommen und in unterschiedlichem Maße überarbeitet worden waren. Der Übergang zur sogenannten Dreiliterformel, die in der Weltmeisterschaft ab 1966 galt, wurde in Südafrika mit einigem Zeitabstand nachvollzogen. Vielfach behalfen sich die Fahrer zunächst mit Repco- oder aufgebohrten Climax-Motoren. Seit Ende der 1960er-Jahre war aber auch in Südafrika der Cosworth-DFV-Motor zum Standardtriebwerk geworden.
Einige Rennfahrer traten bis in die späten 1960er-Jahre hinein mit selbst konstruierten Fahrzeugen (sogenannten Specials) an. Zu ihnen gehörten Lewis Douglas „Doug“ Serrurier, der unter der Marke LDS insgesamt fünf verschiedene Fahrzeugtypen konstruierte. Weitere südafrikanische „Specials“ konstruierten Peter de Klerk, Tony Kotze (Assegai), Brausch Niemann und Rauten Hartmann. Auch sie verwendeten zumeist Alfa-Romeo-Triebwerke.

### Fahrer
Zu den Rennen der südafrikanischen Formel-1-Meisterschaft traten zahlreiche Rennfahrer lokaler Herkunft an. Im Regelfall handelte es sich bei ihnen um weiße Südafrikaner oder (Süd-)Rhodesier; in einigen Fällen waren auch britische Rennfahrer darunter.
Der Meistertitel blieb wenigen Fahrern vorbehalten. In den 15 Jahren, in denen die Meisterschaft abgehalten wurde, gewannen nur fünf verschiedene Fahrer den Titel. John Love und Dave Charlton wurden jeweils sechsmal in Folge Meister.

### Nachfolgeserie
Die südafrikanische Formel-1-Meisterschaft wurde mit Ablauf der Saison 1975 aus Kostengründen eingestellt. Nachfolgeserie war die neue Südafrikanische Formel-Atlantic-Meisterschaft, die nach den Regeln der Formel Atlantic ausgeschrieben war. Sie bestand von 1976 bis 1986; Ian Scheckter gewann insgesamt sechsmal den Meistertitel.

## Ergebnisse
| Saison | Sieger            | Auto                                 | Punkte |
| ------ | ----------------- | ------------------------------------ | ------ |
| 1960   | Syd van der Vyver | Cooper T43-Alfa Romeo                |        |
| 1961   | Syd van der Vyver | Lotus 18-Alfa Romeo                  |        |
| 1962   | Ernest Pieterse   | Heron-Alfa Romeo Lotus 20-Climax     |        |
| 1963   | Neville Lederle   | Lotus 20-Climax                      |        |
| 1964   | John Love         | Cooper T55-Climax                    |        |
| 1965   | John Love         | Cooper T55-Climax                    |        |
| 1966   | John Love         | Cooper T79-Climax                    | 69     |
| 1967   | John Love         | Cooper T79-Climax Brabham BT20-Repco | 82     |
| 1968   | John Love         | Brabham BT20-Repco Lotus 49-Cosworth | 54     |
| 1969   | John Love         | Lotus 49-Cosworth                    | 43     |
| 1970   | Dave Charlton     | Lotus 49-Cosworth                    | 69     |
| 1971   | Dave Charlton     | Lotus 49-Cosworth Lotus 72-Cosworth  | 72     |
| 1972   | Dave Charlton     | Lotus 72-Cosworth                    | 81     |
| 1973   | Dave Charlton     | Lotus 72-Cosworth                    | 93     |
| 1974   | Dave Charlton     | McLaren M23-Cosworth                 | 76     |
| 1975   | Dave Charlton     | McLaren M23-Cosworth                 | 57     |